# رودريك ستيفنز
رودريك ستيفنز (بالإنجليزية: Roderick Stephens)‏ هو مهندس أمريكي، ولد في 7 أغسطس 1909 في نيويورك في الولايات المتحدة، وتوفي في 10 يناير 1995 في سكيرديل في الولايات المتحدة.